# Zweden op het Eurovisiesongfestival 1975
Melodifestivalen 1975 was de vijftiende editie van de liedjeswedstrijd die de Zweedse deelnemer voor het Eurovisiesongfestival oplevert. De winnaar werd bepaald door de regionale jury.

## Uitslag
| Nr. | Artiest                         | Lied                                    | Songwriters                                      | Punten | Plaats |
| --- | ------------------------------- | --------------------------------------- | ------------------------------------------------ | ------ | ------ |
| 1   | Landslaget                      | Den gamla jukeboxen                     | Lasse Lindbom                                    | 47     | 7th    |
| 2   | Nils-Åke Runesson               | Oh, Juicy                               | Nils-Åke Runesson                                | 25     | 10th   |
| 3   | Ann-Christine Bärnsten          | Skall vi plocka körsbär i min trädgård? | Little Gerhard, Börje Carlsson                   | 30     | 9th    |
| 4   | Hadar Kronberg met de Glenmarks | Lady Antoinette                         | Hadar Kronberg                                   | 48     | 6th    |
| 5   | Lasse Berghagen & The Dolls     | Jennie, Jennie                          | Lasse Berghagen                                  | 117    | 1st    |
| 6   | Ted Gärdestad                   | Rockin' 'n' Reeling                     | Ted Gärdestad, Kenneth Gärdestad                 | 47     | 7th    |
| 7   | Svenne & Lotta                  | Bang en boomerang                       | Benny Andersson, Björn Ulvaeus, Monica Andersson | 84     | 3rd    |
| 8   | Björn Skifs                     | Michelangelo                            | Bengt Palmers, Björn Skifs                       | 55     | 5th    |
| 9   | Göran Fristorp                  | Som min vän                             | Göran Fristorp                                   | 59     | 4th    |
| 10  | Gimmicks                        | Sången lär ha vingar                    | Bo Sylvén, Bo Carlgren                           | 93     | 2nd    |

### Jurering
| Lied                                    | Luleå | Falun | Karlstad | Göteborg | Umeå) | Örebro | Norrköping | Malmö | Sundsvall | Växjö | Stockholm | Total |
| --------------------------------------- | ----- | ----- | -------- | -------- | ----- | ------ | ---------- | ----- | --------- | ----- | --------- | ----- |
| Den gamla jukeboxen                     | 4     | -     | 2        | 1        | 18    | 1      | 2          | -     | 7         | 2     | 10        | 47    |
| Oh, Juicy                               | 2     | -     | 1        | -        | 5     | 5      | 1          | 6     | 3         | -     | 2         | 25    |
| Skall vi plocka körsbär i min trädgård? | 1     | 1     | -        | 3        | 4     | 4      | 5          | -     | 3         | -     | 9         | 30    |
| Lady Antoinette                         | 7     | 2     | 7        | -        | 2     | 9      | 12         | 1     | 3         | 1     | 4         | 48    |
| Jennie, Jennie                          | 14    | 18    | 6        | 15       | 4     | 7      | 24         | 3     | 9         | 16    | 1         | 117   |
| Rockin' 'n' Reeling                     | 3     | 7     | 16       | 7        | 1     | -      | 1          | 3     | 3         | 3     | 3         | 47    |
| Bang en boomerang                       | 7     | -     | 8        | 5        | 8     | 16     | 5          | 14    | 1         | 15    | 5         | 84    |
| Michelangelo                            | 4     | -     | 12       | 12       | 2     | 10     | 1          | 6     | 3         | 3     | 1         | 55    |
| Som min vän                             | 4     | 1     | 3        | 5        | 2     | 3      | -          | 3     | 14        | 9     | 17        | 59    |
| Sången lär ha vingar                    | 9     | 24    | -        | 7        | 9     | -      | 4          | 19    | 9         | 6     | 3         | 93    |

## In Stockholm
In Stockholm moest Lasse optreden als 18de en voorlaatste, na Spanje en voor Italië.
Op het einde van de puntentelling was Zweden 8ste geworden met een totaal van 72 punten.

### Gekregen punten

#### Finale
| 12 punten | 10 punten | 8 punten              | 7 punten                                      | 6 punten                                    |
| --------- | --------- | --------------------- | --------------------------------------------- | ------------------------------------------- |
|           |           | - Noorwegen - Turkije | - Frankrijk - Luxemburg - Verenigd Koninkrijk | - Joegoslavië - Monaco - Finland - Portugal |
| 5 punten  | 4 punten  | 3 punten              | 2 punten                                      | 1 punt                                      |
| - Spanje  |           | - Israël              | - Malta                                       | - Zwitserland                               |

### Punten gegeven door Zweden

#### Finale
Punten gegeven in de finale:
| 12 punten | Nederland           |
| 10 punten | Ierland             |
| 8 punten  | Frankrijk           |
| 7 punten  | Joegoslavië         |
| 6 punten  | Israël              |
| 5 punten  | Verenigd Koninkrijk |
| 4 punten  | Luxemburg           |
| 3 punten  | Finland             |
| 2 punten  | België              |
| 1 punt    | Italië              |